# 庸芮
庸芮，战国时期秦国大臣。
宣太十分宠爱情夫魏丑夫，宣太后生病即将去世时，传令用魏丑夫为自己殉葬。魏丑夫得知后十分害怕，于是请庸芮游说宣太后。庸芮先问宣太后人死后是否能够感知到人世间的事情，宣太后回答说不能。庸芮继而说，“既然人死后不会有什么知觉，那您又为何要将自己心爱的人置于死地？如果死人真的有知觉，那么先王早就因出轨之事对您积怒已久。太后您弥补过失都来不及，又怎么能和魏丑夫有私情呢？”
宣太后认为庸芮所说有理，于是撤销魏丑夫为自己殉葬的旨令。